# Old Ripley (Illinois)
Ne doit pas être confondu avec Ripley (Illinois).
Old Ripley est un village de l'État américain de l'Illinois, situé dans le comté de Bond,.
Selon le recensement de 2010, sa population est de 108 habitants. Old Ripley est incorporé le 4 septembre 1906. Le village a été appelé, auparavant, New Berlin mais aussi Ripley.

## Source de la traduction
- (en) Cet article est partiellement ou en totalité issu de l’article de Wikipédia en anglais intitulé « Old Ripley, Illinois » (voir la liste des auteurs).